# Apple Lisa
Епл Лиса (енгл. Apple Lisa) био је први рачунар фирме Епл компјутер с графичким корисничким окружењем и један од првих таквих рачунара у историји. Рачунар је почео да се продаје 1983. године.
Рачунар је као први комерцијално продавани увео коришћење рачунарског миша, иконе и падајуће меније за рад с програмима. Заснован је на микропроцесору Моторола 68000.
Продавао се по цени од 9995 долара, изузетно високој за то доба, што је условило његов тржишни неуспех.

## Детаљни подаци
Детаљнији подаци о рачунару Епл Лиса дати су у табели испод.
|                       |                                                    |
| Епл Лиса енгл.        |                                                    |
| Произвођач            | Епл                                                |
| Тип                   | радна станица                                      |
| Меморија              | 1 (2 највише преко посебног додатка)               |
| Поријекло             | Сједињене Америчке Државе                          |
| Година                | 1983                                               |
| Тастатура             | Пуни помак 77 тастера, са нумеричком тастатуром    |
| Процесор              | Моторола 68000                                     |
| Фреквенција процесора | 5                                                  |
| RAM                   | 1 (2 највише)                                      |
| ROM                   | 16                                                 |
| Текст                 | 40 × 32 битмап                                     |
| Графика               | 720 × 364 тачака                                   |
| Боја                  | једна боја (12 уграђени монитор)                   |
| Звук                  | Continuously Variable Slope Demodulator (CVSD)     |
| Димензије             | 35 (ширина) × 47,5 (дубина) × 38,8 (висина) / 15,2 |
| Портови               |                                                    |
| Оперативни систем     | или (само )                                        |